# Alexandre Pomar
Alexandre Pomar (Lisboa, 1947 — ) é um jornalista e crítico de arte português. 

## Percurso
É autor de inúmeros artigos, nas áreas de política e de cultura, tendo publicado primeiro no Jornal Novo, em 1975, depois no Diário de Notícias e, entre 1982 e 2007, no semanário Expresso, onde foi coordenador da área da cultura. Dividindo a sua atividade entre o jornalismo e a crítica de arte, ocupou-se não apenas das artes plásticas e fotografia mas igualmente de questões de política cultural ou de acontecimentos culturais em geral.  
Organizou e prefaciou o Catalogue Raisonné de Júlio Pomar, vol. I e II (1942-1985), Éditions de la Différence, Paris, 2002 e 2004. Comissariou exposições, nomeadamente a de Xana (Alexandre Barata), Culturgest, Lisboa e Tavira, 2005 (com Lúcia Marques), e As Áfricas de Pancho Guedes (com Rui M. Pereira), para a Câmara Municipal de Lisboa, 2010. Tem realizado investigação no âmbito da história da fotografia de Portugal e Moçambique . 
Produziu e co-realizou com Tiago Pereira o filme O Solar dos Jorges, 2014, sobre o artista "espontâneo" Jorge Soares.
Desde 2006 é autor do blog: http://alexandrepomar.typepad.com/ . É administrador da Fundação Júlio Pomar. 

## Vida pessoal
É filho do pintor Júlio Pomar e pai da artista Rosa Pomar.